# IL2RB
白介素-2受体β亚基（Interleukin-2 receptor subunit beta，缩写IL2RB）也称为“白介素-15受体β亚基”（IL15RB）、P70-75、分化簇122（CD122，cluster of differentiation 122）是一种细胞表面蛋白质，由人类基因 IL2RB 编码，能与白介素-2受体α亚基（CD25）、γ亚基（CD132）共同组成白介素-2受体，或与白介素-15受体α亚基（CD215）、γ亚基（CD132）共同组成白介素-15受体。